# كيس (فرقة موسيقية)
كيس (بالإنجليزية: KISS)‏ هي فرقة روك أمريكية، تشكلت في مدينة نيويورك في ديسمبر 1972. تتميز الفرقة بصبغات الوجه والملابس الغريبة، وبدأت بالشهرة في نهاية السبيعينات بعد أداءهم لعدة عروض مباشرة. باعت الفرقة 19 مليون نسخة من أعمالهم الموسيقية في الولايات المتحدة الأمريكية، وما يفوق 100 مليون نسخة حول العالم.

## أعضاء الفرقة
- باول ستانلي، مغنٍ وعازف جيتار إيقاعي
- جين سيمونس، مغنٍ وعازف جيتار جهير
- تومي ثاير، عازف جيتار
- اريك سينجر، طبال

## أبرز الأعمال الموسيقية
- 1974: Kiss
- 1974: Hotter Than Hell
- 1975: Dressed to Kill
- 1976: Destroyer
- 1976: Rock and Roll Over
- 1977: Love Gun
- 1979: Dynasty
- 1980: Unmasked
- 1981: Music from The Elder
- 1982: Creatures of the Night
- 1983: Lick It Up
- 1984: Animalize
- 1985: Asylum
- 1987: Crazy Nights
- 1989: Hot in the Shade
- 1992: Revenge
- 1997: Carnival of Souls: The Final Sessions
- 1998: Psycho Circus
- 2009: Sonic Boom
- 2012: Monster

## معرض صور

## وصلات خارجية
- كيس على موقع IMDb (الإنجليزية)
- كيس على موقع ميوزك برينز (الإنجليزية)
- كيس على موقع رولينغ ستون (الإنجليزية)
- كيس على موقع أول ميوزيك (الإنجليزية)
- كيس على موقع ديسكوغز (الإنجليزية)

- الموقع الرسمي